# Muhannad Tahir
Muhannad Tahir (Kassala, 3 de dezembro de 1984) é um futebolista sudanês que atua como atacante.

## Carreira
Muhannad Tahir representou o elenco da Seleção Sudanesa de Futebol no Campeonato Africano das Nações de 2012.